# Pokémon the Movie: Secrets of the Jungle
Pokémon the Movie: Secrets of the Jungle (no Brasil e em Portugal, Pokémon, o Filme: Segredos da Selva) é um filme de anime japonês de 2020 baseado na franquia de mídia Pokémon de Satoshi Tajiri e produzido por OLM. É o vigésimo terceiro filme do universo Pokémon, cobrindo a Geração VIII. O filme retorna ao estilo de arte 2D tradicional da série, em vez de usar a animação CGI usada em Mewtwo Strikes Back: Evolution. Ele apresenta o novo Pokémon Mítico da Geração VIII Zarude e um Celebi Brilhante.
No Japão, o filme foi lançado em 25 de dezembro de 2020, pela Toho. A data de lançamento original de 10 de julho de 2020, foi adiada devido à pandemia de COVID-19 no Japão. O filme foi lançado internacionalmente (exceto China, Coreia do Sul e Japão), em 8 de outubro de 2021 na Netflix.
Por um tempo limitado, se os jogadores em ingressos pré-encomendassem de Pokémon Sword e Shield para a estreia deste filme, eles obteriam o Pokémon Mítico Zarude em sua forma "Dada" e um Celebi Brilhante.

## Enredo
Acompanhamos a história de Koko, um garoto humano, que vive nas profundezas da selva na floresta de Okoya, um paraíso Pokémon proibido para estranhos. Ele foi criado desde bebê como um Pokémon pelo mítico Zarude e cresceu sem nunca duvidar de que ele era um Pokémon, mas um encontro ao acaso com Ash e Pikachu deixa Koko com seu primeiro amigo humano que lhe faz duvidar de quem ele é. Ao mesmo tempo, Koko ao lado de Ash e seu pai Zarude, precisam superar o grande perigo que ameaça toda a selva.[carece de fontes?]

## Elenco
| Personagem    | Autor japonês       | Dublador inglês       | Dublador brasileiro |
| ------------- | ------------------- | --------------------- | ------------------- |
| Ash Ketchum   | Rika Matsumoto      | Sarah Natochenny      | Matheus Perissé     |
| Pikachu       | Ikue Otani          | Ikue Otani            | Ikue Otani          |
| Jessie        | Megumi Hayashibara  | Michele Knotz         | Evie Saide          |
| James         | Shin'ichiro Miki    | James Carter Cathcart | José Leonardo       |
| Meowth        | Inuko Inuyama       | James Carter Cathcart | Gustavo Berriel     |
| Wobbuffet     | Yuji Ueda           | Michele Knotz         | Michele Knotz       |
| Narrador      | Kenyu Horiuchi      | Rodger Parsons        | Filipe Albuquerque  |
| Delia Ketchum | Masami Toyoshima    | Sarah Natochenny      | Miriam Ficher       |
| Zarude        | Nakamura Kankurō VI | TDA                   | Jorge Vasconcellos  |
| Koko/Zaza     | Moka Kamishiraishi  | TDA                   | Cadu Paschoal       |
| Dr. Zed       | Kōichi Yamadera     | TDA                   | Ricardo Schnetzer   |
| Karen         | Shoko Nakagawa      | TDA                   | TDA                 |

A dublagem brasileira foi realizada no estúdio Double Sound com direção de Renal Vidal.

## Lançamento

### Cinemas
O filme foi lançado em 25 de dezembro de 2020 no Japão. A data de lançamento original de 10 de julho de 2020, foi adiada devido à pandemia de COVID-19 em Tóquio.

### Streaming
O filme foi lançado na Netflix em 8 de outubro de 2021 em todo o mundo (exceto China, Coreia do Sul e Japão).[carece de fontes?]